# اوم هه وون
اوم هه وون (کره‌ای: 엄혜원؛ زادهٔ ۸ سپتامبر ۱۹۹۱) بدمینتون‌باز اهل کره جنوبی است.